# Enzmann
La Enzmann Automobile è una piccola casa automobilistica svizzera attiva a Schüpfheim, tra il 1958 e il 1968.

## L'azienda
Nel 1953, Emil Enzmann decise di costruire, nella rimessa della propria abitazione, una carrozzeria d'auto in vetroresina, allo scopo di vestire una meccanica Volkswagen Maggiolino. La realizzazione comportò quasi tre anni di lavoro, ma ne riuscì un prototipo talmente valido da ritenerne possibile la produzione in piccola serie.
La vettura venne presentata alla stampa nazionale nel settembre 1956 e, vista l'entusiastica accoglienza, si decise di esporla al Salone dell'automobile di Francoforte del 1957. La partecipazione al salone aveva l'intenti puramente divulgativi e gli ordinativi raccolti presero Enzmann totalmente alla sprovvista.

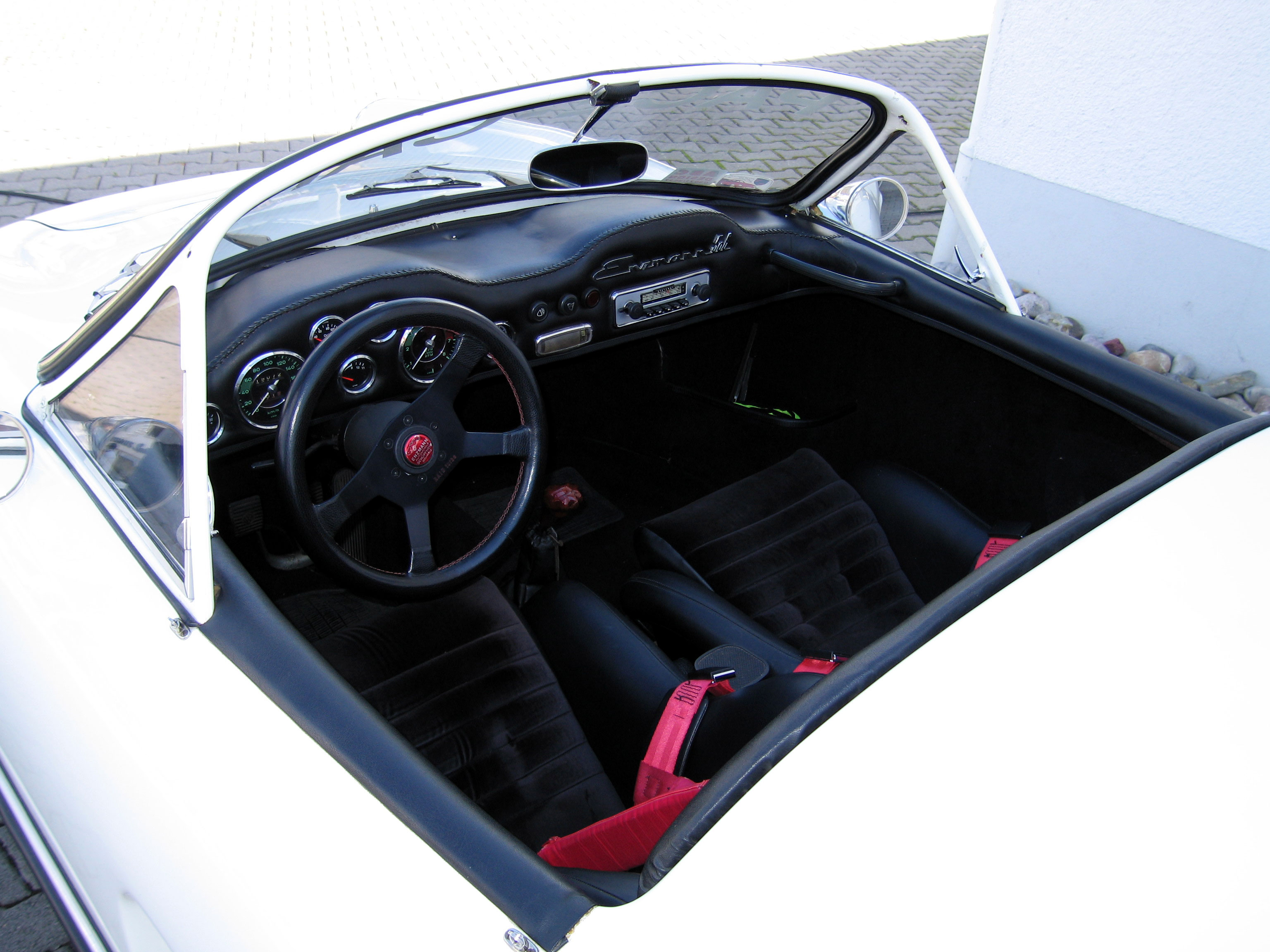

Il costruttore-hobbista nemmeno aveva provveduto a presenziare o, almeno, ad esporre l'indirizzo dell'azienda che, peraltro, ancora non esisteva. Le lettere d'ordine vennero inviate alla segreteria del Salone, citando il nome dell'espositore ed il numero dello stand: 506. Fu così che Emil decise di produrre in piccola serie la vettura e di battezzarla "Enzmann 506".
La produzione ebbe inizio, nel 1958, con modalità strettamente artigianali e continuò in questo modo fino alla chiusura dell'azienda nel 1968, dopo un centinaio di esemplari costruiti.
A partire dal 1961, la Volkswagen decise di sospendere la fornitura a terzi delle meccaniche "nude" e la Enzmann fu costretta ad acquistare vetture complete per realizzare le proprie. Anche per questo motivo vennero approntati alcuni su meccanica DKW 3=6 Monza che, però, non ebbero seguito produttivo.
Il tipo "506" è stato l'unico modello prodotto dalla Enzmann che ne ha realizzati circa 100 esemplari tra il 1958 al 1968, anno in cui terminò la produzione.
Dal 2000, Karl Enzmann, figlio del fondatore ed erede degli stampi originali, ha deciso di riavviare la costruzione della "506", unicamente su ordinazione.

## La 506

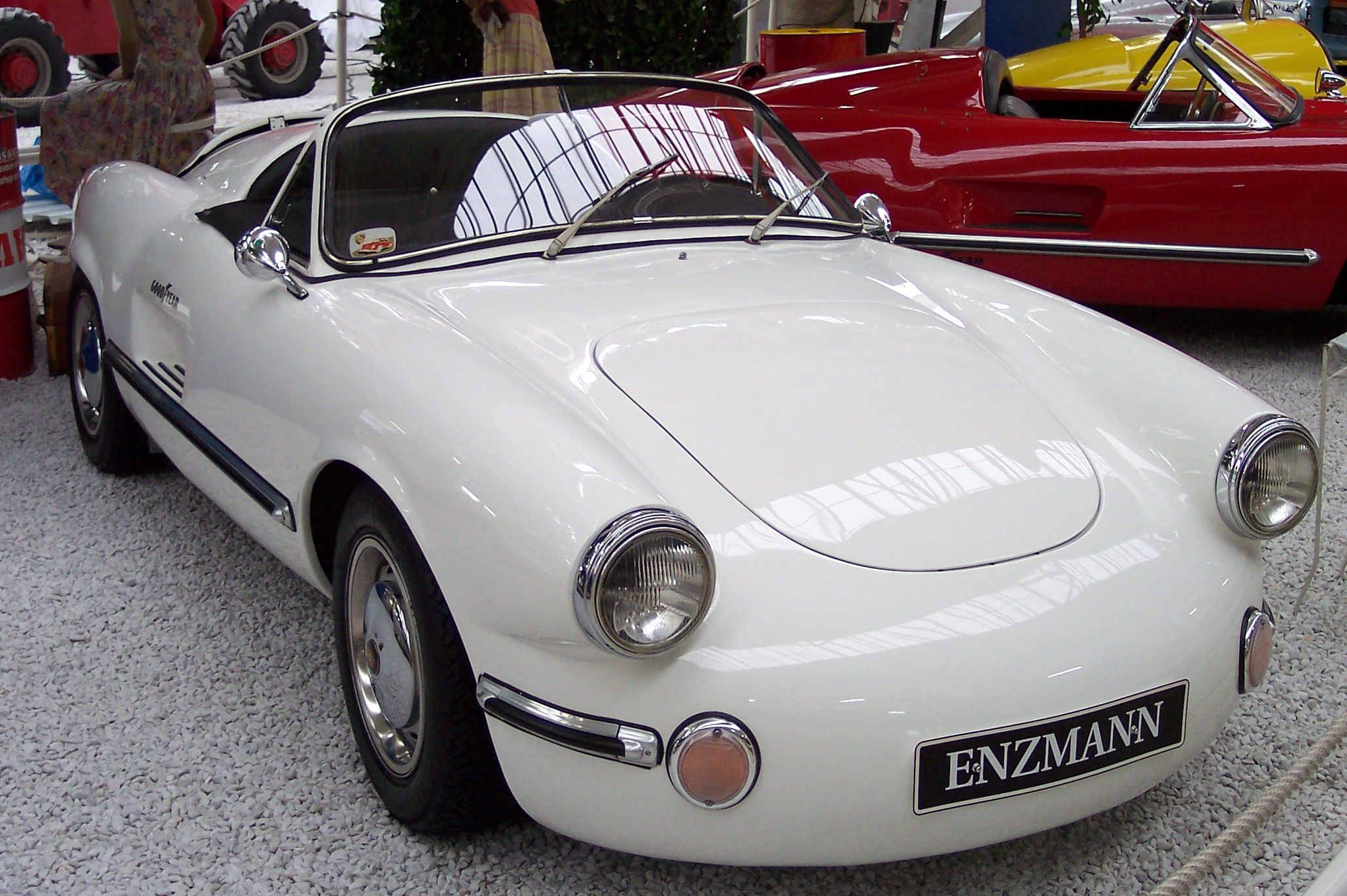
Una Enzmann 506

La Enzmann 506 è un'autovettura special di tipo barchetta su autotelaio Volkswagen Maggiolino.
Veniva prodotta nelle versioni "Cabriolet" e "Coupé", entrambe ottenibili in allestimento "1300" e "Super 1300". La "506 Cabriolet" è in effetti una carrozzeria barchetta nel cui abitacolo ci si introduce scavalcando la linea di cintura, dato che le fiancate sono sprovviste di portiere d'accesso.
La "506 Coupé" mantiene l'identico corpo vettura della "Cabriolet", ma l'abitacolo è protetto da un hard-top in materiale plastico, dotato di un meccanismo ad azionamento manuale che arretra e ribalta il padiglione, allo scopo di consentire l'accesso al pilota e al passeggero, sempre scavalcando la fiancata.